# Antropomorfismo

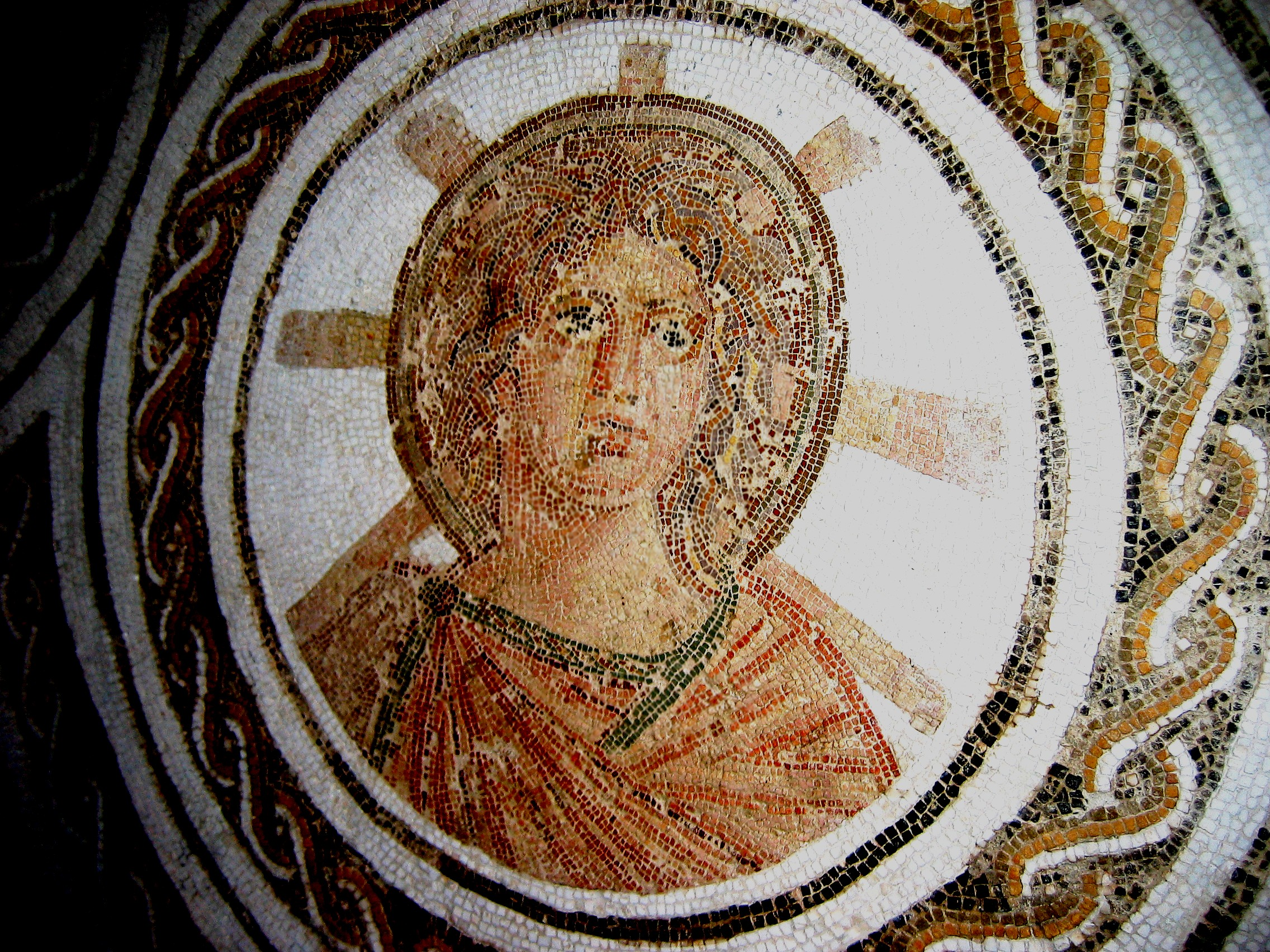
Il dio romano Apollo raffigurato in un mosaico

L'antropomorfismo è l'attribuzione di caratteristiche e qualità umane ad esseri animati o inanimati o a fenomeni naturali o soprannaturali, in particolare a divinità.
Il termine deriva da due termini greci, άνθρωπος (anthrōpos), "uomo", e μορφή (morphē), "forma".

## Nella religione

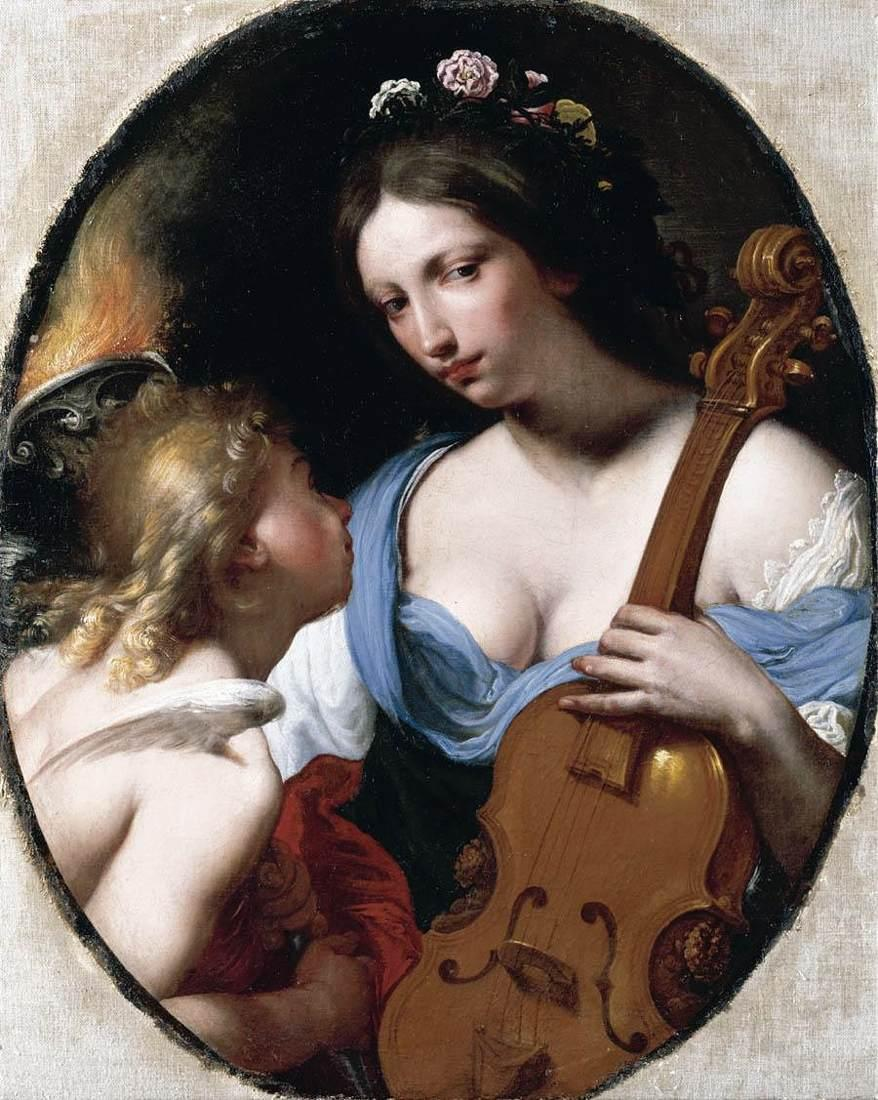
Personificazione della Musica, opera di Antonio Franchi, 1650 circa

Nella religione e nella mitologia l'antropomorfismo si riferisce all'attribuzione a esseri divini di sembianze umane e/o di caratteristiche simili all'uomo sul piano delle emozioni.
L'antropomorfismo fisico è riscontrabile soprattutto nelle religioni primitive e in quelle politeiste,  in particolare in quelle greco antiche e romane; caratterizza, in particolar modo, la mitologia egizia, dove però sono riscontrabili anche divinità in parte in forma umana e in parte in forma animale (ad esempio Anubi, con corpo umano e testa di sciacallo).
Esempi di antropomorfismo psichico (o antropopatismo) ricorrono sovente nella mitologia greco-romana, nelle quali le divinità mostrano atteggiamenti e sentimenti di tipo umano.
Non sono mancate, nel corso della storia, sette antropomorfite, come un gruppo nell'Egitto del IV secolo ed un gruppo nella Chiesa cattolica romana del X secolo, considerate eretiche per la loro interpretazione letterale del passo biblico della Genesi 1,27.

### Critica dell'antropomorfismo religioso
Anche se la tendenza ad una rappresentazione simbolica del divino ha permeato l'esperienza religiosa umana, la polemica anti-antropomorfica, già presente nei filosofi greci, primo fra tutti Senofane (VI-V secolo a. C.), fu approfondita nell'ambito dell'Islamismo e dell'Ebraismo.
Anche nel Cristianesimo c'è stato talvolta un atteggiamento ostile verso le rappresentazioni fisiche e artistiche del divino, sfociato nel fenomeno estremo dell'iconoclastia (distruzione delle immagini sacre), e persino da un ripudio della stessa pretesa di conoscibilità di Dio, come nella teologia negativa dello Pseudo-Dionigi. Tuttavia proprio nella religione cristiana si attuò il superamento dell'aporia insita nel rapporto tra umano e divino nell'epifania del Dio che si fa uomo per la salvezza del genere umano.
Contrario all'antropomorfismo di Dio fu Baruch Spinoza, il quale riteneva che l'uomo avesse proiettato le proprie imperfezioni in Dio. Da ciò derivava l'immagine di un essere imperfetto, insoddisfatto e dotato di desideri, aspetti che si contrappongono alla perfezione di Dio. Secondo il filosofo olandese non ha senso immagine Dio come un'entità simile agli uomini. Spinoza, partendo da questo presupposto, definisce Dio come l'armonia delle leggi naturali che governano il cosmo. 
La polemica ottocentesca di Ludwig Feuerbach da una prospettiva atea considera, invece, l'antropomorfismo biblico come la prova dell'origine umana della religione cristiana (come di ogni credo): secondo questo filosofo tedesco non è Dio ad aver creato l'uomo ma è l'uomo ad aver creato Dio mediante un processo di idealizzazione, attribuendogli tutte le qualità umane in massimo grado.

## Nella cultura pop e nelle favole
L'antropomorfismo non attiene soltanto alla sfera religiosa ma è riscontrabile anche in altri livelli culturali.
L'utilizzo di animali antropomorfizzati ha una lunga tradizione nell'arte e nella letteratura, soprattutto nelle favole, come quelle di Esopo, e nella narrativa per ragazzi, come nei libri di C. S. Lewis, Beatrix Potter e Lewis Carroll, nei quali le caratterizzazioni degli animali sono tipicamente umane.
Molti dei più famosi personaggi della narrativa a fumetti e dell'animazione televisiva per bambini sono animali con comportamenti umani: Topolino, Paperino, Bugs Bunny e Daffy Duck, per fare solo alcuni esempi.
Anche nella fantascienza si riscontrano vari esempi di personaggi non umani antropomorfizzati, come ad esempio gli androidi.